# Ildikó Dalnoki
Ildikó Dalnoki (Budapest, 11 ottobre 1957) è un'ex cestista ungherese.

## Carriera
Con l'Ungheria ha disputato i Campionati europei del 1978.